# Sextourcism
Sextourcism es un tour de la banda de hard rock Lordi, que comenzó el 30 de junio de 2018. La gira solamente contempló países de Europa, terminando en Finlandia el 28 de diciembre de 2018.

## Gira
- 30 de junio - Gardelegen, Alemania
- 11 de julio - Balingen, Alemania
- 14 de julio - Vizovice, República Checa
- 11 de agosto - Terchová, Eslovaquia
- 9 de octubre - Amstelveen, Países Bajos
- 10 de octubre - Cortrique, Bélgica
- 12 de octubre - Barcelona, España
- 13 de octubre - Murcia, España
- 14 de octubre - Madrid, España
- 15 de octubre - Bilbao, España
- 17 de octubre - París, Francia
- 18 de octubre - Angers, Francia
- 19 de octubre - Lyon, Francia
- 21 de octubre - Londres, Reino Unido
- 22 de octubre - Sheffield, Reino Unido
- 25 de octubre - Aschaffenburg, Alemania
- 26 de octubre - Burglengenfeld, Alemania
- 27 de octubre - Memmingen, Alemania
- 28 de octubre - Núremberg, Alemania
- 29 de octubre - Múnich, Alemania
- 31 de octubre - Graz, Austria
- 1 de noviembre - Klagenfurt, Austria
- 2 de noviembre - Micheldorf, Austria
- 3 de noviembre - Buchs, Suiza
- 4 de noviembre - Heidelberg, Alemania
- 6 de noviembre - Bratislava, Eslovaquia
- 8 de noviembre - Praga, República Checa
- 9 de noviembre - Zlín, República Checa
- 10 de noviembre - Ostrava, República Checa
- 11 de noviembre - Pardubice, República Checa
- 14 de noviembre - Budapest, Hungría
- 15 de noviembre - Dresde, Alemania
- 16 de noviembre - Leipzig, Alemania
- 18 de noviembre - Luisburgo, Alemania
- 19 de noviembre - Kassel, Alemania
- 21 de noviembre - Colonia, Alemania
- 22 de noviembre - Bochum, Alemania
- 23 de noviembre - Pratteln, Suiza
- 24 de noviembre - San Donà di Piave, Italia
- 25 de noviembre - Bolonia, Italia
- 13 de diciembre - San Petersburgo, Rusia
- 15 de diciembre - Moscú, Rusia
- 28 de diciembre - Helsinki, Finlandia